# Babett Peter
Babett Peter (Oschatz, 1988. május 12. –) német női válogatott labdarúgó, a spanyol Real Madrid játékosa.

## Pályafutása

### Klubcsapatokban
A Lokomotive Leipzig csapatában nevelkedett és lett profi játékosa. 2006 és 2012 között a Turbine Potsdam csapatát erősítette és nyert 5 bajnokságot, kupát és Bajnokok Ligáját. 2012. február 29-én 3 éves szerződést írt alá az 1. FFC Frankfurt együttesével, de csak július 1-jén csatlakozott a klubhoz. A 2014–15-ös szezont már a VfL Wolfsburg játékosaként kezdte meg. 2019. szeptember 17-én közös megegyezéssel felbontotta klubjával a szerződését és aláírt a spanyol Real Madrid csapatához két évre.

### A válogatottban
2006. március 9-én mutatkozott be a felnőtt válogatottban a finn női labdarúgó-válogatott ellen a 2006-os Algarve-kupán, amit megnyertek. Részt vett a 2007-es női labdarúgó-világbajnokságon, de pályára nem lépett. A 2008-as Olimpián a válogatottal bronzérmesként zárt. A 2009-es női labdarúgó-Európa-bajnokságot megnyerő válogatottnak is tagja volt és a 2011-es női világbajnokságon is részt vett, valamint a 2013-as női labdarúgó-Európa-bajnokságra utazó keretbe is bekerült, de sérülés miatt ki kellett hagynia a tornát. A 2016-os Olimpián egy mérkőzésen lépett pályára és aranyérmesként távozott a válogatottal. A 2017-es női labdarúgó-Európa-bajnokságon is részt vett, ahol csoport győztesként jutottak tovább és a negyeddöntőben a későbbi döntős dán női labdarúgó-válogatott ellen 2–1-re kikaptak. 2019. április 26-án bejelentette a válogatottságtól való visszavonulását.

## Sikerei, díjai

### Klub
- 1. FFC Turbine Potsdam
  - Bundesliga: 2005–06, 2008–09, 2009–10, 2010–11, 2011–12
  - Német kupa: 2005–06
  - UEFA Női Bajnokok Ligája: 2009–10
- 1. FFC Frankfurt
  - Német kupa: 2013–14
- VfL Wolfsburg
  - Bundesliga: 2016–17, 2017–18, 2018–19
  - Német kupa: 2014–15, 2015–16, 2016–17, 2017–18, 2018–19

### A válogatottban
- Németország
  - Női labdarúgó-világbajnokság: 2007
  - Női labdarúgó-Európa-bajnokság: 2009
  - Algarve-kupa: 2006, 2012, 2014
  - Olimpiai bronzérmes: 2008
  - Olimpiai aranyérmes: 2016

### Egyéni
- Fritz Walter-medál aranyérmes: 2007